# Eirene hexanemalis
Eirene hexanemalis is een hydroïdpoliep uit de familie Eirenidae. De poliep komt uit het geslacht Eirene. Eirene hexanemalis werd in 1886 voor het eerst wetenschappelijk beschreven door Goette. 